# Nascar 3D
Nascar 3D (ang. NASCAR 3D: The IMAX Experience) – amerykańsko-kanadyjski film dokumentalny o wyścigach NASCAR. Dokument zrealizowano w technologii 3D i pokazywany w kinach IMAX.

## Obsada
- Kiefer Sutherland – narrator
- Tony Stewart – on sam
- Matt Kenseth – on sam
- Jimmie Johnson – on sam
- Dale Earnhardt Jr. – on sam
- Jeff Gordon – on sam
- Ryan Newman – on sam
- Bobby Labonte – on sam

i inni